# Дуэйн, Томас
Томас К. Дуэйн (англ. Thomas K. Duane; род. 30 января 1955, Нью-Йорк, Нью-Йорк) — американский политик из Нью-Йорка, работавший в Сенате штата Нью-Йорк с 1999 по 2012 год и в городском совете Нью-Йорка с 1992 по 1998 год. Дуэйн был первым открытым геем — членом Сената штата Нью-Йорк и единственным таким членом за время своего пребывания там. Он также был единственным открытым ВИЧ-позитивным членом органа. Дуэйн представлял 29-й сенатский округ.

## Ранняя жизнь и образование
Дуэйн вырос во Флашинге, Куинс, где посещал школу Святого Андрю Авеллино и среднюю школу Святого Креста. Начав карьеру биржевым маклером на Уолл-стрит, он перешел на государственную службу. В 2004 году Дуэйн, как стипендиат Фонда Дэвида Бонета, окончил программу Школы управления им. Джона Ф. Кеннеди для высших руководителей государственных и местных органов власти. Его брат, Джон Ф. Дуэйн, работал в Ассамблее штата Нью-Йорк в 1983—1984 годах, представляя 26-й округ Ассамблеи в Квинсе. Партнером Дуэйна на протяжении 25 лет является Луи Вебр.

## Карьера
Дуэйн впервые был избран в городской совет Нью-Йорка в 1991 году от 3-го округа. Томас Дуэйн и его коллега Антонио Паган были первыми открытыми геями в городском совете Нью-Йорка. Вместе в Дуэйном работала Кристин Куинн. В 1994 году Дуэйн баллотировался в Палату представителей США, но проиграл Джерри Надлеру.
Дуэйн также был членом своего местного общественного совета и четыре срока был лидером Демократического округа среди мужчин в 64-м Законодательном собрании штата Нью-Йорк.
Впервые избранный в Сенат штата Нью-Йорк в 1998 году, Дуэйн вступил в должность в январе следующего года и после этого переизбирался каждые два года, пока не покинул свой пост в 2012 году. Дуэйн поддерживал принятие законов об однополых браках в Сенате штата Нью-Йорк. После неудачного голосования в Сенате в 2009 году спикер городского совета Нью-Йорка Кристин Куинн поблагодарила Дуэйна и руководство Сената штата за вынесение законопроекта на голосование и сказала: «Я аплодирую им за их упорную работу в этом вопросе». В 2011 году в Нью-Йорке были легализованы однополые браки, и газета New York Daily News назвала Дуэйна «лидером» в этих законодательных усилиях.
Знаковые законодательные достижения Дуэйна в Сенате штата Нью-Йорк включали принятие Закона о недискриминации сексуальной ориентации (SONDA) (2002 г.) и Закона Тимоти, который требует паритета психического здоровья пациентов со стороны страховых компаний (2006 г.), которые впоследствии были подписаны губернатором Джорджем Патаки. Дуэйн был главным инициатором о принятии Закона о недискриминации гендерного самовыражения (GENDA), который вступил в силу в 2019 году после того, как Дуэйн покинул свой пост.
Дуэйн также сыграл важную роль в окончательном принятии Закона о защите от преступлений на почве ненависти 2000 года, который предусматривает более длительные наказания для лиц, осужденных преступления на почве ненависти, и обязывает штат Нью-Йорк вести базу данных по этим преступлениям. Отстаивал этот закон Дуэйн по личным причинам. В 1983 году он был госпитализирован после того, как на него напали двое мужчин, выкрикивающих эпитеты против геев, но преступникам были предъявлены обвинения только в мелком правонарушении. Он также сыграл решающую роль в принятии «Закона Мэнни» — который требует от больниц сообщать малоимущим пациентам о наличии государственных средств, которыми можно покрыть расходы на здравоохранение. Также Дуэйн работал над введением лимита арендной платы в размере 30 % от дохода для людей с диагнозом СПИД. Он также был лидером двухпартийных движений, требующих от медицинских страховщиков покрытия лечения психических заболеваний, улучшения медицинского обслуживания заключенных и усиление ответственности за уклонение от уплаты алиментов.
Дуэйн также боролся с чрезмерной застройкой исторических районов. Одно время он был председателем сенатского комитета по здравоохранению.
В июне 2012 года Дуэйн объявил, что покидает Сенат, сославшись на усталость от поездок между Нью-Йорком и Олбани и в целом на готовность к «еще одной главе в своей жизни». После ухода из Сената штата он продолжил свою правозащитную деятельность от имени сообщества ЛГБТ, детей из неблагополучных семей, людей с ВИЧ/СПИДом и других. Он основал компанию Tom Duane Strategies, Inc., занимающуюся сотрудничеством с организациями, которые улучшают качество жизни жителей Нью-Йорка. Он был откровенным критиком администрации Трампа, а также постоянным сторонником прав ЛГБТ. Он занимался благотворительностью в Нью-Йоркском проекте по борьбе с насилием, который координирует Национальную коалицию программ по борьбе с насилием, и входил в ее совет директоров.
Дуэйн получил ряд наград от таких организаций, как Общественный центр здоровья Каллен-Лорде, Конгрегация Бейт Симхат Тора. В 2012 году он получил награду от некоммерческой организации, которая специализируется на оказании помощи немощным и пожилым людям, а также людям, живущим с ВИЧ/СПИДом. В 2016 году он получил награду от газеты Gay City News, которая освещает местные и национальные проблемы, касающихся сообщества лесбиянок, геев, бисексуалов и трансгендеров (ЛГБТ).